# Сельская улица (Киев)
Се́льская у́лица (укр. Сільська́ ву́лиця) — улица в Святошинском районе города Киева, жилой массив Академгородок. Пролегает от Депутатской улицы до бульвара Академика Вернадского.
Примыкают улицы Серповая и Яснополянская.

## История
Улица проложена в 1930-х годах под названием 255-я Новая. Современное название — с 1944 года.